# 9002 Gabrynowicz
9002 Gabrynowicz è un asteroide della fascia principale. Scoperto nel 1981, presenta un'orbita caratterizzata da un semiasse maggiore pari a 2,6281450 UA e da un'eccentricità di 0,1217734, inclinata di 9,15946° rispetto all'eclittica.